# Hockey Club Neuilly-sur-Marne
Hockey Club Neuilly-sur-Marne je oficiální název francouzského klubu ledního hokeje z Neuilly-sur-Marne, který je znám pod přezdívkou Les Bisons (Bizoni). Vznikl roku 1974, v roce 2002 postoupil jeho mužský tým do druhé národní soutěže, Divize 1. V roce 2008 postoupil do Ligue Magnus, kde hrál s jednoletou přestávkou tři sezóny. Od ročníku 2012/2013 je stabilním účastníkem Divize 1. Za klub mezi lety 2015–2023 odehrál šest sezón český obránce Radek Míka, který po ukončení hráčské kariéry zůstal v klubu na pozici asistenta trenéra a v květnu 2024 byl jmenován hlavním trenérem.
Domácí zápasy hraje na místním městském stadionu, který má kapacitu 700 míst, z toho 500 k sezení. Barvami klubu jsou červená a černá. Při klubu existuje i úspěšné ženské družstvo.